# Petunia integrifolia
Petunia integrifolia là loài thực vật có hoa trong họ Cà. Loài này được (Hook.) Schinz & Thell. miêu tả khoa học đầu tiên năm 1915.